# Czokurdach
Czokurdach (ros. Чокурдах) – osiedle typu miejskiego w Rosji (Jakucja); ośrodek administracyjny ułusu (rejonu) ałaichowskiego.
Miejscowość leży na Nizinie Jańsko-Indygirskiej nad Indygirką. Przemysł spożywczy (mięsny); przystań rzeczna; lotnisko; stacja meteorologiczna. W pobliżu znajdowano kości mamutów.
Osiedle szybko się wyludnia, podobnie jak cały ułus, na terenie którego leży. W 2002 r. Czukurdach liczył już tylko 2591 mieszkańców, podczas gdy jeszcze w 1989 r. – 3845.
Znajduje się tu siedziba zarządu Parku Narodowego „Kytałyk”.